# Alisado exponencial lineal
Suavizamiento exponencial lineal  es un método que se aplica cuando se tiene una serie de tiempo las cuales son conjuntos de datos u observaciones que están ordenados en función del tiempo, las cuales tienen una tendencia lineal que se aprecia al graficar, ya que los puntos forman una línea recta.
En muchas ocasiones se prefiere este método al método de promedios móviles lineales porque persisten las 2 limitaciones de los métodos de promedios móviles, las cuales son: La necesidad de  conservar las últimas “N” (número)  observaciones y el hecho de que se le da el mismo peso a todos los valores. 
El método de suavizamiento exponencial lineal da mayor ponderación a los datos más recientes. Existen 2 métodos de suavización exponencial lineal los cuales son el método de Brown que se usa para un solo parámetro y el método de Holt que se utiliza con 2 parámetros. Estos métodos se pueden utilizar para poder pronosticar las ventas de algún producto, o la demanda que se tiene de este.

## Método de Holt
Este método se utiliza cuando la tendencia lineal presenta dos parámetros los cuales son creciente o decreciente y se puede representar como: {\displaystyle X_{t}=a+bt} (Ecuación de la recta). 
Así, para predecir {\displaystyle {\hat {X}}_{n+k}} se tienen las siguientes ecuaciones:
{\displaystyle {\begin{array}{l}S_{i}=\alpha X_{i}+\left(1-\alpha \right)\left(S_{i-1}+b_{i-1}\right)\\b_{i}=\beta \left(S_{i}-S_{i-1}\right)+\left(1-\beta \right)b_{i-1}\\{\hat {X}}_{n+k}=S_{n}+kb_{n}\end{array}}}
Por convención se toman los valores:
{\displaystyle {\begin{array}{l}\alpha ={\frac {1}{n}}\\\beta ={\frac {1}{n-1}}\\S_{0}={\overline {X}}\\b_{0}={\frac {1}{n-1}}\sum _{i=1}^{n}\left(S_{i}-S_{i-1}\right)\end{array}}}

## Método de Brown
El método de Brown se basa en realizar dos suavizaciones exponenciales, de las cuales se obtendrá un valor estimado o el pronóstico que buscamos para un período específico, mediante un cálculo utilizando una sustitución en una función sencilla.
La primera función se  aplica a los valores observados en la serie de tiempo, es decir, se sustituye con los primeros valores, y la segunda a la serie  obtenida mediante la primera es decir se sustituyen los otros valores  en el resultado de la función de la primera ecuación.
Así, para predecir {\displaystyle {\hat {X}}_{n+k}} se tienen las siguientes ecuaciones:
{\displaystyle {\begin{array}{l}S_{t}^{(1)}=\alpha X_{t}+(1-\alpha )S_{t-1}^{(1)}\\S_{t}^{(2)}=\alpha S_{t}^{(1)}+(1-\alpha )S_{t-2}^{(2)}\\{\hat {X}}_{n+k}=b_{0}+b_{1}k\\b_{0}=2S_{n}^{(1)}-S_{n}^{(2)}\\b_{1}={\frac {\alpha }{1-\alpha }}\left(S_{n}^{(1)}-S_{n}^{(2)}\right)\end{array}}}
Por convención se toman los valores:
{\displaystyle {\begin{array}{l}\alpha ={\frac {1}{n}}\\S_{0}^{(1)}={\overline {X}}\\S_{0}^{(2)}={\overline {S^{(1)}}}\end{array}}}

## Conclusión
Estos son los métodos más conocidos para poder realizar un pronóstico que puede ser en ventas, en compras, en demanda, en oferta de esta forma se puede tener una estimación con datos de cantidades reales e históricas de cómo va funcionando una empresa u corporación para llevar a cabo mejores decisiones y saber que efectos tendrán en el futuro.